# Hình chóp

Chóp chóp là hình tháp

1 đỉnh của hình chóp là một biểu đồ bánh xe

Trong hình học, một hình chóp là một khối đa diện được hình thành bằng cách kết nối các điểm của một đa giác với một điểm, được gọi là đỉnh. Mỗi cạnh cơ sở và đỉnh tạo thành một hình tam giác, được gọi là mặt bên. Một hình chóp với một n cơ sở -sided có n + 1 đỉnh, n + 1 mặt, và 2 n cạnh.
Một hình chóp thẳng có đỉnh của nó ngay phía trên tâm của cơ sở. Hình chóp không thẳng được gọi là hình chóp xiên. Một hình chóp đều có một đáy đa giác đều và thường được ngụ ý là một hình chóp thẳng.
Khi không xác định, một hình chóp thường được coi là một hình chóp vuông thông thường, giống như các cấu trúc hình chóp vật lý. Một hình chóp có hình tam giác thường được gọi là tứ diện.
Trong số các hình chóp xiên, như tam giác nhọn và tù, một hình chóp có thể được gọi là cấp tính nếu đỉnh của nó nằm phía trên bên trong của cơ sở và bị che khuất nếu đỉnh của nó nằm phía trên bên ngoài của cơ sở. Một hình chóp góc phải có đỉnh của nó trên một cạnh hoặc đỉnh của đáy. Trong một tứ diện, các vòng loại thay đổi dựa trên mặt nào được coi là cơ sở.
Chiều cao của hình chóp là khoảng cách từ đỉnh đến mặt đáy của hình chóp.

## Các loại hình chóp thường gặp
- Hình chóp đa giác đều: là hình chóp có đáy là đa giác đều và hình chiếu của đỉnh xuống đáy trùng với tâm của đáy. Cần phân biệt nó với hình chóp có đáy là đa giác đều, vốn chỉ có đáy là đa giác đều chứ hình chiếu của đỉnh xuống đáy chưa chắc trùng với tâm của đáy.
- Hình chóp đều là hình chóp có đáy là đa giác đều; các cạnh bên bằng nhau. (Nếu định nghĩa như thế này thì Hình chóp đều cũng chính là Hình chóp đa giác đều. Vì Khi có đáy là đa giác đều và các cạnh bên bằng nhau, ta có thể dễ dàng chứng minh được rằng Hình chiếu của đỉnh trên đáy cũng chính là Tâm của đa giác đáy. Vì ta thấy các tam giác vuông (có 1 đỉnh là đỉnh hình chóp, 1 đỉnh là hình chiếu của đỉnh trên đáy, và đỉnh còn lại là các đỉnh của đa giác đáy) là bằng nhau (do có 1 cạnh góc vuông chung là đường cao hạ từ đỉnh xuống đáy, các cạnh huyền bằng nhau (là các cạnh bên của đa giác). Từ đó thấy Hình chiếu của đỉnh hình chóp trên đáy chính là giao điểm (duy nhất) của các đường trung trực của các cạnh đa giác đáy, hay chính là Tâm của đáy).
- Hình chóp có mặt đáy là tứ giác
- Hình chóp có mặt đáy là hình thang
- Hình chóp có mặt đáy là hình bình hành
- Hình chóp có mặt đáy là hình vuông

## Công thức
Thể tích của hình chóp được tính bằng một phần ba tích của chiều cao và diện tích mặt đáy (nghĩa là bằng một phần ba thể tích của hình lăng trụ có chung đáy và chiều cao với hình chóp). Có sự tương đồng giữa công thức này với công thức diện tích tam giác (nửa tích chiều cao và cạnh đáy) khi mở rộng từ không gian hai chiều lên ba chiều.